# Landmark 81

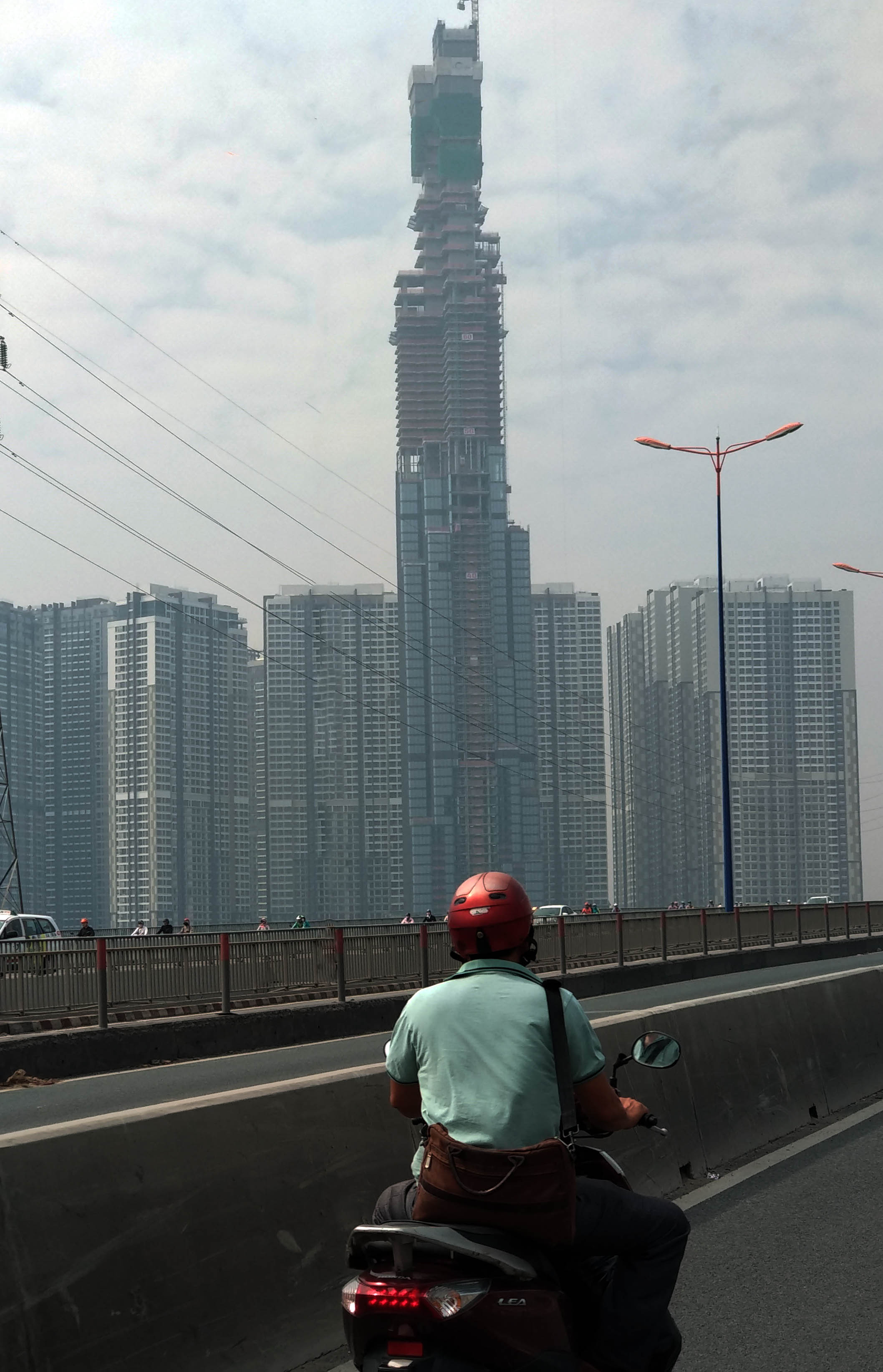
Landmark 81

Landmark 81 este un zgârie-nori din orașul Ho Și Min, Vietnam. Având 68 de etaje, clădirea are o înălțime de 461,5 metri. Clădirea este situată lângă râul Saigon. Construcția acesteia a început în 2014, ea fiind inaugurată oficial la 30 ianuarie 2018. Landmark 81 este cea mai înaltă clădire din Vietnam (din ianuarie 2018).. Clădirea include: hotel, mall-uri, apartamente, birouri.